# Welty (Oklahoma)
Welty est une census-designated place du comté d'Okfuskee, dans l'État d'Oklahoma, aux États-Unis. En 2020, elle compte une population de 131 habitants.